# Rhamphostomella argentea
Rhamphostomella argentea är en mossdjursart som först beskrevs av Walter Douglas Hincks 1881.  Rhamphostomella argentea ingår i släktet Rhamphostomella och familjen Romancheinidae. Inga underarter finns listade i Catalogue of Life.